# Parlamento delle Figi
Il Parlamento delle Figi è l'organo legislativo delle Figi. Nella sua forma attuale e nei suoi locali è del 2014, in riferimento alla nuova costituzione del 2013.
Eletto ogni 4 anni, con suffragio universale e sistema proporzionale. Il Parlamento con 55 deputati elegge il Primo Ministro e il Presidente della Repubblica.
Nel 2014, il Parlamento monocamerale delle Figi sostituisce un sistema bicamerale con una Camera dei rappresentanti (House of Representatives) ed un Senato, che erano eletti con criteri etnici e che distingueva gli elettori iTaukei (Figiani) da quelli di origine indiana.

## Storia
Il primo Parlamento delle Figi è del 10 ottobre 1970 con l'indipendenza dal Regno Unito. Il Parlamento sostituisce il Legislative Council della colonia, con una clausola costituzionale che trasforma il Council senza elezioni fino al 1972.
Dal 1970, il Parlamento è stato sospeso 3 volte. La prima dal 1987 al 1992 con i due colpi di Stato del tenente colonnello Sitiveni Rabuka. La seconda volta quando un altro colpo di Stato nel 2000 con George Speight fa dissolvere il Parlamento. L'elezione del 2001 ripristina il sistema democratico. Un golpe militare nel 2006, con l'ammiraglio Frank Bainimarama, rovescia il governo, fermando le elezioni fino al 2014.
Dal 1972 al 1987, c'erano 52 deputati (Representatives) e 22 senatori (Senators). Nel 1992, il Parlamento è aumentato a 70 deputati e 34 senatori, poi cambiati in 71 e 32 nel 1999. 25 di questi deputati erano eletti con suffragio universale. I rimanenti 46 lo erano su base etnica: 23 figiani, 19 indo-figiani, 1 per Rotuma e 3 per i General electors (Europei, Cinesi, abitanti di Banaba, ecc...) Il Senato aveva 32 senatori, nominati dal Presidente su proposta del Great Council of Chiefs (14), del Primo ministro (9), del Leader dell'opposizione (8) e del Consiglio delle isole di Rotuma (1).